# Jessie Rindom
Jessie Rindom (4 de octubre de 1903 – 8 de enero de 1981) fue una actriz cinematográfica de nacionalidad danesa. 

## Biografía
Nacido en Rostock, Alemania, era hija de los actores daneses Ellen Diedrich y Svend Rindom. 
Debutó como actriz en 1924 en el Horsens Teater, trabajando posteriormente en el Aarhus Teater, el Det ny Teater, el Apollo Teatret, el Odense Teater, el Folketeatret, el Frederiksberg Teater, el Skolescenen y el Betty Nansen Teatret. 
En televisión participó en producciones como En by i provinsen y Matador, así como en Jul og grønne skove en 1980. Actuó en un total de 30 filmes entre 1925 y 1980.
Estuvo casada con el también actor Gunnar Lauring, motivo por el cual también fue conocida por el nombre de Jessie Lauring. Ella falleció en Copenhague, Dinamarca, en 1981. Fue enterrada en el Cementerio Bispebjerg de esa ciudad.

## Filmografía

### Cine
- Undskyld vi er her (1980)
- Næste Stop Paradis (1980)
- Attentat (1980)
- Julefrokosten (1976)
- Sådan er de alle (1968)
- Onkel Joakims hemmelighed (1967)
- Historien om Barbara (1967)
- En nat i august (1967)
- Pigen og millionæren (1965)
- Ih, du forbarmende (1965)
- Når enden er go' (1964)
- Sikke'n familie (1963)
- Frøken April (1963)
- Venus fra Vestø (1962)
- Den rige enke (1962)
- Sømænd og svigermødre (1962)
- Eventyrrejsen (1960)
- Vi er allesammen tossede (1959)
- Verdens rigeste pige (1958)
- Ingen tid til kærtegn (1957)
- Den kloge mand (1956)
- Kispus (1956)
- Hvad vil De ha'? (1956)
- Jan går til filmen (1954)
- Solstik (1953)
- Hr. Petit (1948)
- Soldaten og Jenny (1947)
- Panik i familien (1945)
- Damen med de lyse Handsker (1942)
- Takt, tone og tosser (1925)

### Televisión
- En by i provinsen (1977)
- Matador (1980)
- Jul og grønne skove (1980)